# Israel Defense Forces Orchestra
L'Israel Defense Forces Orchestra (תזמורת צה"ל‎‎; Tizmoret Tzahal) è il principale gruppo musicale delle Forze di Difesa Israeliane (IDF). È composto da musicisti e cantanti che hanno superato le audizioni prima di arruolarsi nell'IDF, per lo più nel servizio militare. Si esibisce in cerimonie militari, visite ufficiali e guardie d'onore, nonché in vari eventi comunitari non ufficiali.

## Storia

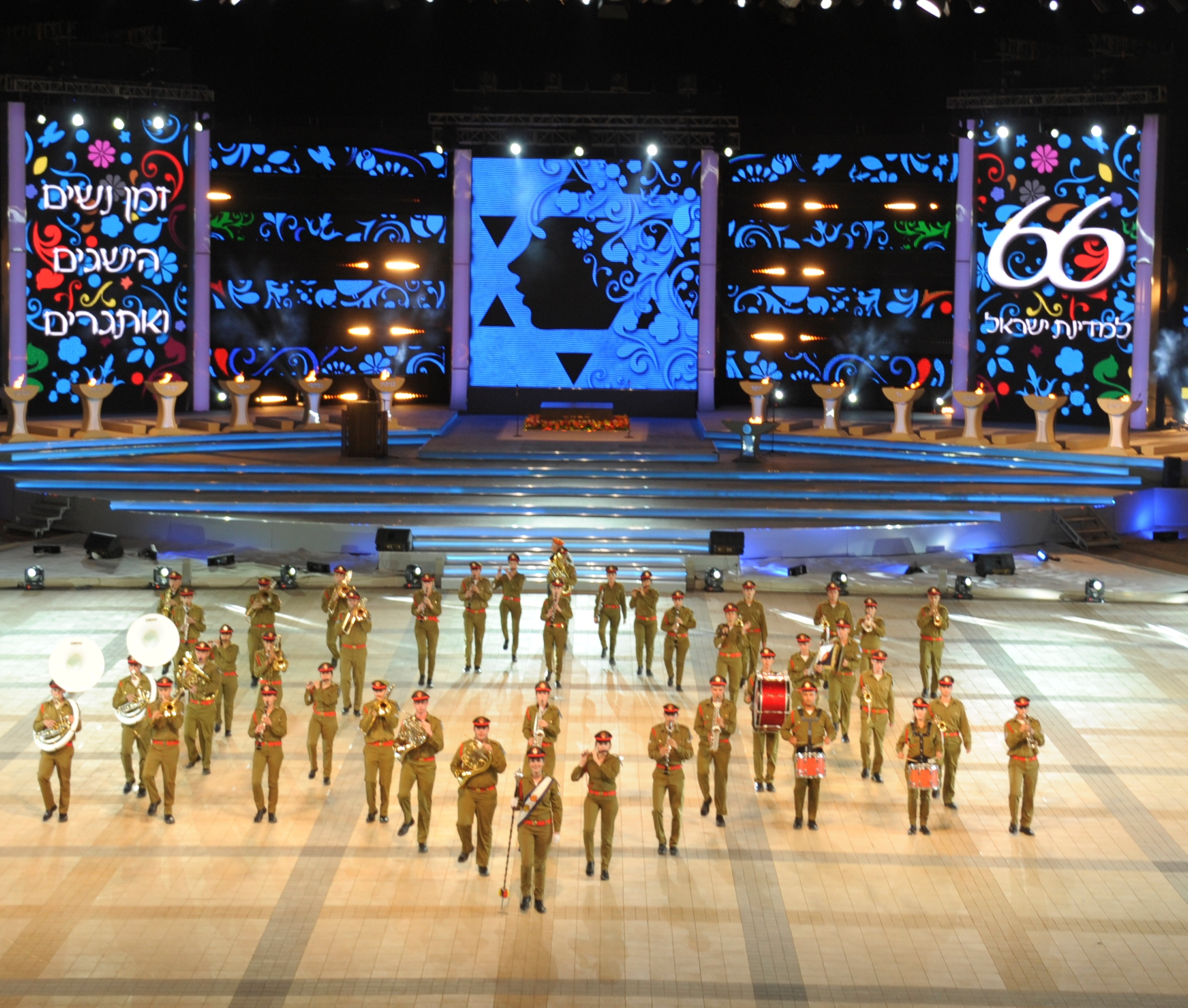
The IDF Orchestra, forming a Star of David

L'Orchestra delle Forze di Difesa Israeliane è stata fondata nel 1948 come parte delle neonate Forze di Difesa Israeliane. Era composta da quattro orchestre: la Banda della Divisione di Alessandria, la Banda della Brigata Ebraica, la Banda del Corpo di artiglieria israeliano e la Banda dell'84ª Brigata di fanteria “Givati”. Il primo direttore dell'orchestra fu Izhak Muse, un nuovo immigrato proveniente dall'Unione Sovietica che suonava strumenti a fiato. Muse si era diplomato in una prestigiosa accademia militare di musica a Leningrado ed era immigrato in Israele nel gennaio 1949. Il 4 maggio 1949 la banda partecipò alla seconda parata annuale delle IDF per celebrare il Giorno dell'Indipendenza, ma la folla che riempiva le strade bloccò il percorso della parata e la costrinse a fermarsi. L'evento fu in seguito soprannominato “La marcia che non marciò” e portò alla creazione della prima Commissione d'inchiesta israeliana. Dopo alcuni mesi, Shalom Ronli-Riklis, ex direttore della Brigade Orchestra, assunse la direzione dell'orchestra. Ronli-Riklis ampliò notevolmente il repertorio dell'orchestra dalla musica moderna a quella classica e leggera durante il suo mandato come direttore, carica che mantenne fino al 1960. Dal 1953 al 1955 il famoso compositore israeliano Noam Sheriff fu assistente di Ronli-Riklis. Izhak Graziani, arrangiatore, compositore e trombettista di lunga data dell'orchestra, divenne direttore nel 1962. Tre mesi prima della sua morte, nel 2003, Graziani si ritirò. Fu sostituito dal tenente colonnello Michael Yaaran, che diresse l'orchestra fino al proprio pensionamento nel 2013. Il maggiore Noam Inbar è diventato direttore il 29 luglio 2013 e gli è succeduto Rom Shamir il 25 aprile 2018. Nel 2018 la banda ha ricevuto un dottorato onorario dall'Università Bar-Ilan.

### Elenco dei direttori musicali dell'Orchestra delle Forze di Difesa di Israele

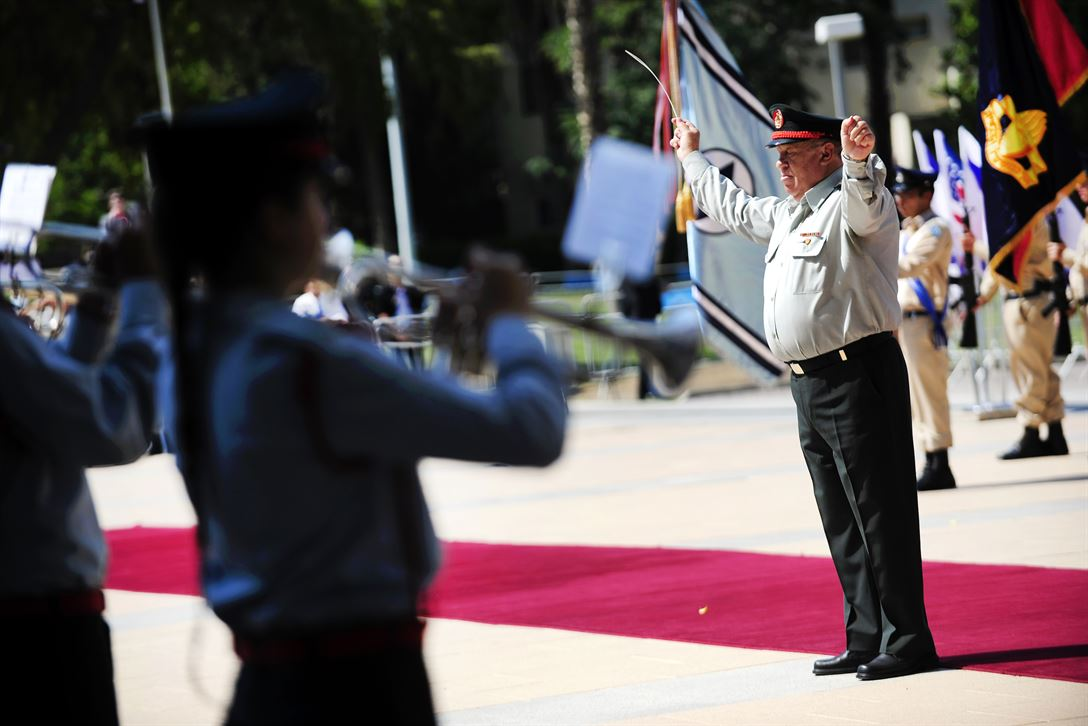
Michael Yaaran in October 2011.

| Numero | Nome                | Inizio del mandato | Fine del mandato |
| ------ | ------------------- | ------------------ | ---------------- |
| 1      | Izhak Muse          | 1948               | 1949             |
| 2      | Shalom Ronli-Riklis | 1949               | 1960             |
| 3      | Izhak Graziani      | 1962               | 2003             |
| 4      | Michael Yaaran      | 2003               | 2013             |
| 5      | Noam Inbar          | 2013               | 2018             |
| 6      | Rom Shamir          | 2018               | atuale           |

## Caratteristiche
L'unità è composta da soldati con esperienza musicale che desiderano prestare servizio al suo interno. La sua base si trova a Ramat Aviv, Tel Aviv. Oltre all'orchestra principale, l'IDF dispone di un coro rabbinico e di altre bande militari. La differenza tra l'Orchestra dell'IDF e le altre bande (compreso il coro) è che le altre bande hanno solo scopo di intrattenimento e di sostegno al morale, mentre l'orchestra è anche un'unità cerimoniale. Inoltre, mentre le altre bande militari appartengono all'Istruzione e Corpo dei Giovani, l'Orchestra dell'IDF appartiene al Regime e Disciplina, entrambi sotto la Direzione del personale, responsabile delle cerimonie statali e militari di Israele.
Tra le numerose funzioni dell'orchestra, le attività principali sono l'esibizione durante i corsi di laurea nei basi di addestramento militare, le visite ufficiali dei capi di Stato e del personale militare e le cerimonie ufficiali (come la cerimonia di accensione delle torce che si tiene ogni anno sul Monte Herzl, a Gerusalemme, per celebrare lo Yom HaAtzmaut).
Il simbolo dell'unità è un'arpa di Davide posta tra due trombe fuse con rami d'ulivo. Quando l'orchestra non si esibisce, i musicisti indossano l'uniforme standard (verde oliva) con una spilla da musicista sopra la tasca sinistra. L'uniforme cerimoniale, indossata nelle cerimonie ufficiali, è un'uniforme standard con una cintura rossa, un cordone rosso (indossato sulla spalla destra), un berretto cerimoniale con il simbolo della banda stampato su sfondo rosso e una spilla da musicista più grande. L'Orchestra dell'IDF è l'unica unità dell'IDF ad avere due spille identiche nel disegno ma di dimensioni diverse.

## Attività

### Sfilate
Nelle parate, i musicisti dell'orchestra sono sempre in piedi e nella maggior parte dei casi marciano attraverso il campo di parata. Nelle parate che non fanno parte di cerimonie di Stato, l'orchestra è la prima forza militare ad entrare nel campo di parata, seguita immediatamente dalle altre forze. In tali parate, che si svolgono più comunemente alla conclusione dei corsi militari, la banda è guidata da un tamburo maggiore il cui compito è quello di dirigere l'orchestra durante la marcia, segnalare le svolte e indicare l'inizio e la fine della musica.
Nella maggior parte delle parate di Stato la banda non marcia, ma rimane in piedi con una guardia d'onore militare accanto a un tappeto rosso per dare il benvenuto all'ospite d'onore.
Tuttavia, alcune parate statali di grandi dimensioni prevedono anche la marcia (ad esempio, i grandi ricevimenti che si tengono all'Aeroporto di Tel Aviv-Ben-Gurion in Israele).
La strumentazione di tali parate comprende: ottavino, oboe, clarinetto, sassassofono (contralto e tenore), fagotto, corno, tromba, trombone, flicorno baritono, sousafono (tuba da parata), rullante, grancassa e piatti.

### Spettacoli
L'orchestra si esibisce anche in pubblico, non solo in Israele ma talvolta anche all'estero in occasione di eventi quali cerimonie, arrivi di leader mondiali, ecc. Le esibizioni comprendono un ricco repertorio che spazia dalla musica classica per bande musicali alla musica popolare, alle canzoni israeliane e alle marce. La banda si esibisce regolarmente con artisti di spicco della musica israeliana. Tra gli altri, l'orchestra ha suonato con Yehoram Gaon, Ofra Haza, Ilanit, Yardena Arazi, Harel Skaat, David Broza, Kobi Aflalo, Rami Kleinstein.
Dagli anni 2000, l'orchestra si esibisce ogni anno al Rishon LeZion Festival durante la Sukkot, ormai diventata una tradizione.